# (488434) 2016 XE22
(488434) 2016 XE22 es un asteroide perteneciente al cinturón de asteroides, descubierto el 16 de octubre de 2010 por el equipo del Siding Spring Survey desde el Observatorio de Siding Spring, Nueva Gales del Sur, Australia.

## Designación y nombre
Designado provisionalmente como 2016 XE22.

## Características orbitales
2016 XE22 está situado a una distancia media del Sol de 3,188 ua, pudiendo alejarse hasta 4,084 ua y acercarse hasta 2,291 ua. Su excentricidad es 0,281 y la inclinación orbital 25,76 grados. Emplea 2079,32 días en completar una órbita alrededor del Sol.
El próximo acercamiento a la órbita terrestre se producirá el 26 de febrero de 2198.

## Características físicas
La magnitud absoluta de 2016 XE22 es 16.